# Chris Overton
Chris Overton (ur. 5 maja 1989 w Cannock) – brytyjski aktor i producent filmowy.

## Życiorys
Chris Overton urodził się w 1989 roku w miejscowości Cannock. Od trzynastego roku życia Chris interesował się filmami i chciał posiadać własną kamerę. Jest absolwentem dwóch szkół: Kingsmead School i Sylvia Young Theatre School.

## Kariera
Chris Overton rozpoczął swoją karierę aktorską poprzez użyczenie głosu w grze Harry Potter i Kamień Filozoficzny. Kilka lat później, bo w 2004 roku, wystąpił jako młody upiór w filmie Upiór w operze. W 2005 roku wystąpił w filmie Romana Polańskiego Oliver Twist, w którym wystąpił jako Noah Claypole.
W 2009 roku założył własną firmę produkcyjną Slick Showreels, która zajmuje się produkcją filmów krótkometrażowych, dokumentalnych i teledysków.
W 2014 roku Chris wystąpił w filmie Dumni i wściekli, wcielając się w Reggie Blennerhassetta i otrzymał za nią nagrodę BAFTA.
W 2017 roku wyreżyserował film krótkometrażowy pt. Milczące dziecko. Wraz z aktorką Rachel Shenton otrzymał za tę produkcję w 2018 roku Oscara w kategorii "Najlepszy krótkometrażowy film aktorski". Łącznie film ten otrzymał 16 nagród filmowych.

## Filmografia

### Filmy
| Rok  | Tytuł            | Tytuł oryginalny         | Rola                  | Źr.   |
| ---- | ---------------- | ------------------------ | --------------------- | ----- |
| 2004 | Upiór w operze   | The Phantom of the Opera | Młody Upiór           | [ 4 ] |
| 2005 | Oliver Twist     | Oliver Twist             | Noah Claypole         | [ 3 ] |
| 2014 | Dumni i wściekli | Pride                    | Reggie Blennerhassett | [ 3 ] |

### Seriale
| Rok  | Tytuł             | Tytuł oryginalny | Rola                       | Źr.   |
| ---- | ----------------- | ---------------- | -------------------------- | ----- |
| 2008 | Życie w Hollyoaks | Hollyoaks Later  | Liam McAllister            | [ 3 ] |
| 2013 | WPC 56            | WPC 56           | Posterunkowy Eddie Coulson | [ 6 ] |

## Produkcje
| Rok  | Tytuł            | Tytuł oryginalny | Rola                 | Źr.         |
| ---- | ---------------- | ---------------- | -------------------- | ----------- |
| 2017 | Milczące dziecko | The Silent Child | Reżyser              | [ 5 ]       |
| 2021 | Roy              | Roy              | Producent wykonawczy | [ 6 ] [ 7 ] |

## Nagrody i nominacje
Chris Overton otrzymał za swoją pracę aktorską łącznie 23 nagrody i trzy nominacje.